# Pseudoromicia mbamminkom
Pseudoromicia mbamminkom (Grunwald, Demos, Nguéagni, Tchamba, Monadjem, Webala, Kerbis Peterhans, Patterson & Ruedas, 2023) è un pipistrello della famiglia dei Vespertilionidi endemico del Camerun.

## Descrizione

### Dimensioni
Pipistrello di piccole dimensioni, con la lunghezza totale di 94 mm, la lunghezza dell'avambraccio di 36 mm, la lunghezza della coda tdi 39 mm, la lunghezza del piede di 9 mm, la lunghezza delle orecchie di 12 mm e un peso fino a 6 g.

### Aspetto
Le parti dorsali sono bruno-rossastre, mentre le parti ventrali sono bruno-rossastre alla base e grigiastre in punta. Il muso, le orecchie, le membrane alari e l'uropatagio sono marroni scure. Il trago è largo, smussato con il margine esterno ricurvo. L'uropatagio è attaccato ai metatarsi, il calcar è carenato.

## Biologia

### Alimentazione
Si nutre di insetti.

## Distribuzione e habitat
Questa specie è conosciuta soltanto da un individuo catturato presso il Monte Mbam Minkom, nel Camerun.
Vive probabilmente nelle foreste secondarie a 785 metri di altezza.

## Conservazione
Questa specie, essendo stata scoperta solo recentemente, non è stata sottoposta ancora a nessun criterio di conservazione.